# Novo Mesto
Novo Mesto er en by i det sydøstlige Slovenien med 24.183(2020) indbyggere. Byen ligger ved floden Krka tæt på grænsen til Kroatien.